# Sunset Boulevard (fastfoodkæde)
 Denne artikel omhandler fastfood-restauranten. For andre betydninger af Sunset Boulevard, se Sunset Boulevard (flertydig).
Sunset Boulevard er en danskejet fastfood-kæde som blev grundlagt i 1996. I dag har kæden 40 restauranter i Danmark, en på Færøerne og tre i Grønland. De er kendt for at servere sandwich og burgere. I starten mindede konceptet en del om den amerikanske sandwich-kæde Subway, der også havde adskillige restauranter i Danmark i 1990'erne. Sunset Boulevard har dog udkonkurreret Subway i store dele af Danmark og overtog flere af Subways gamle restauranter (bl.a. den allerførste danske Subway-restaurant på Københavns Hovedbanegård). Sunset Boulevard har i dag hovedkontor i Nordager, Kolding.
Sunset Boulevard ejes i dag af KD Selskaberne, som også tidligere drev kæden Pizza Hut i Danmark.

## Historie
Den første Sunset Boulevard-restaurant åbnede i Odense i 1996, som lukkede igen i 2014. I 1997 åbnede den anden restaurant i Esbjerg. I 2000 overtog Sunset Boulevard tre restauranter fra Subway – inkl. den på Københavns Hovedbanegård. I 2001 åbnede den første restaurant på Færøerne. 

## Nuværende restauranter

### Danmark
| Region             | Antal | By |
| ------------------ | ----- | --- |
| Region Syddanmark  | 14    | Nyborg, Odense (Rosengårdcentret, Ørbækvej), Svendborg, Fredericia, Kolding (Kolding Storcenter, Vejlevej), Esbjerg (Gjesing, Kongensgade, Jerne), Billund, Varde, Vejle, Hedensted, Rødekro, Tønder, Sønderborg, Haderslev, Grønnemose |
| Region Midtjylland | 12    | Holstebro, Herning, Horsens, Silkeborg, Viborg (Holstebrovej, Sct. Mathias Centret), Randers, Aarhus (Risskov, Bruuns Galleri, Skejby, Tilst, Klostertorv)                                                                              |
| Region Hovedstaden | 9     | Hillerød, Kongens Lyngby, Ballerup, Rødovre, København (Fisketorvet, Hovedbanegården, Field's, Taastrup) |
| Region Nordjylland | 6     | Haverslev, Hjørring, Frederikshavn, Aalborg (Aalborg Storcenter, Kennedy Arkaden Nørresundby) |
| Region Sjælland    | 5     | Greve, Ringsted, Slagelse, Rødbyhavn, Korsør, Næstved |

### Internationalt
| Land     | Antal | By              |
| -------- | ----- | --------------- |
| Tyskland | 1     | Harreslev       |
| Færøerne | 1     | Thorshavn       |
| Grønland | 3     | Nuuk, Ilulissat |